# Aladzha-klooster

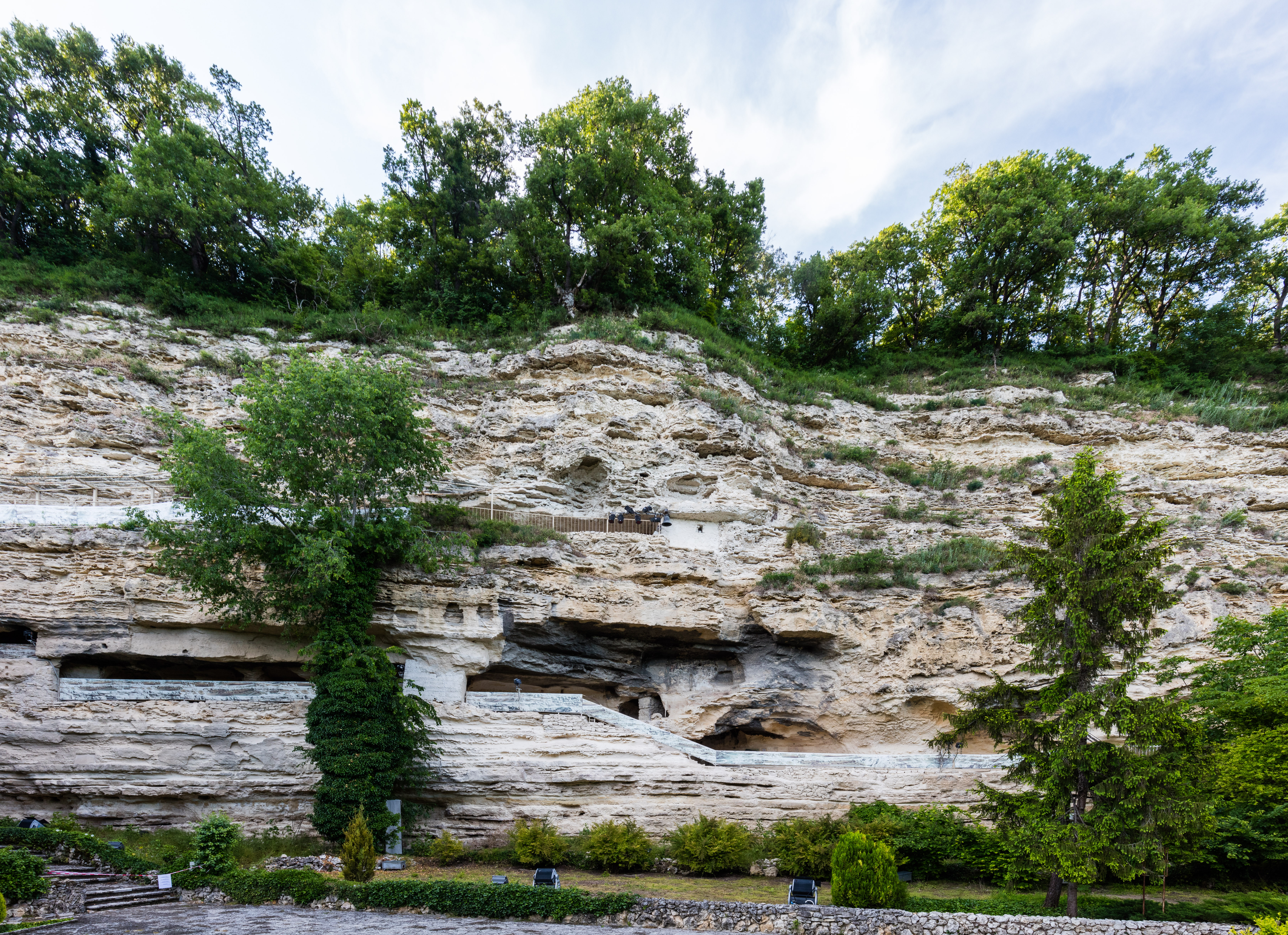
Het Aladzha-klooster

Het Aladzha-klooster (Bulgaars: Аладжа манастир) is een middeleeuws orthodox-christelijk grotkloostercomplex in het noordoosten van Bulgarije, 17 kilometer ten noorden van het centrum van Varna en 3 kilometer ten westen van de badplaats Goudstrand, in een beschermd bosgebied grenzend aan het natuurpark Goudstrand.
De kloostergrotten werden op verschillende niveaus uitgehouwen in een 25 meter hoge verticale karstklif nabij de bovenrand van het Franga-plateau. Het complex omvat twee kleine nabijgelegen catacomben.
Het was opgedragen aan de Heilige Drie-eenheid en was sinds de 12e eeuw een actieve hesychasme-kloostergemeenschap van het Tweede Bulgaarse Rijk en bleef misschien tot het begin van de 18e eeuw bestaan. In de buurt zijn overblijfselen gevonden van een grotklooster uit de 5e eeuw.
Mogelijk heeft er niet ver van het moderne klooster Aladzha, nabij Varna, een grotklooster bestaan. De vroege datering uit de vierde eeuw wordt bevestigd door fragmenten van glaswerk, maar munten van Justinianus geven aan dat het complex in de 6e eeuw mogelijk nog steeds in gebruik was.
Nog in het begin van de 20e eeuw werden de beboste heuvels rond het klooster, bekend als Hachuka (Kruisberg) of Latijn, door de lokale bevolking als heilig beschouwd en bewoond door een mythische chtonische daimon-schatbewaarder, Imri Pop of Rim-Papa.
De grot is een populaire toeristische bestemming. De huidige naam verscheen in de late Ottomaanse periode: Alaca (Turks voor bont) verwees naar de kleurrijke muurschilderingen, die nu bijna allemaal vernietigd zijn. In de zomer worden er thematische lichtshows georganiseerd.

## Afbeeldingen

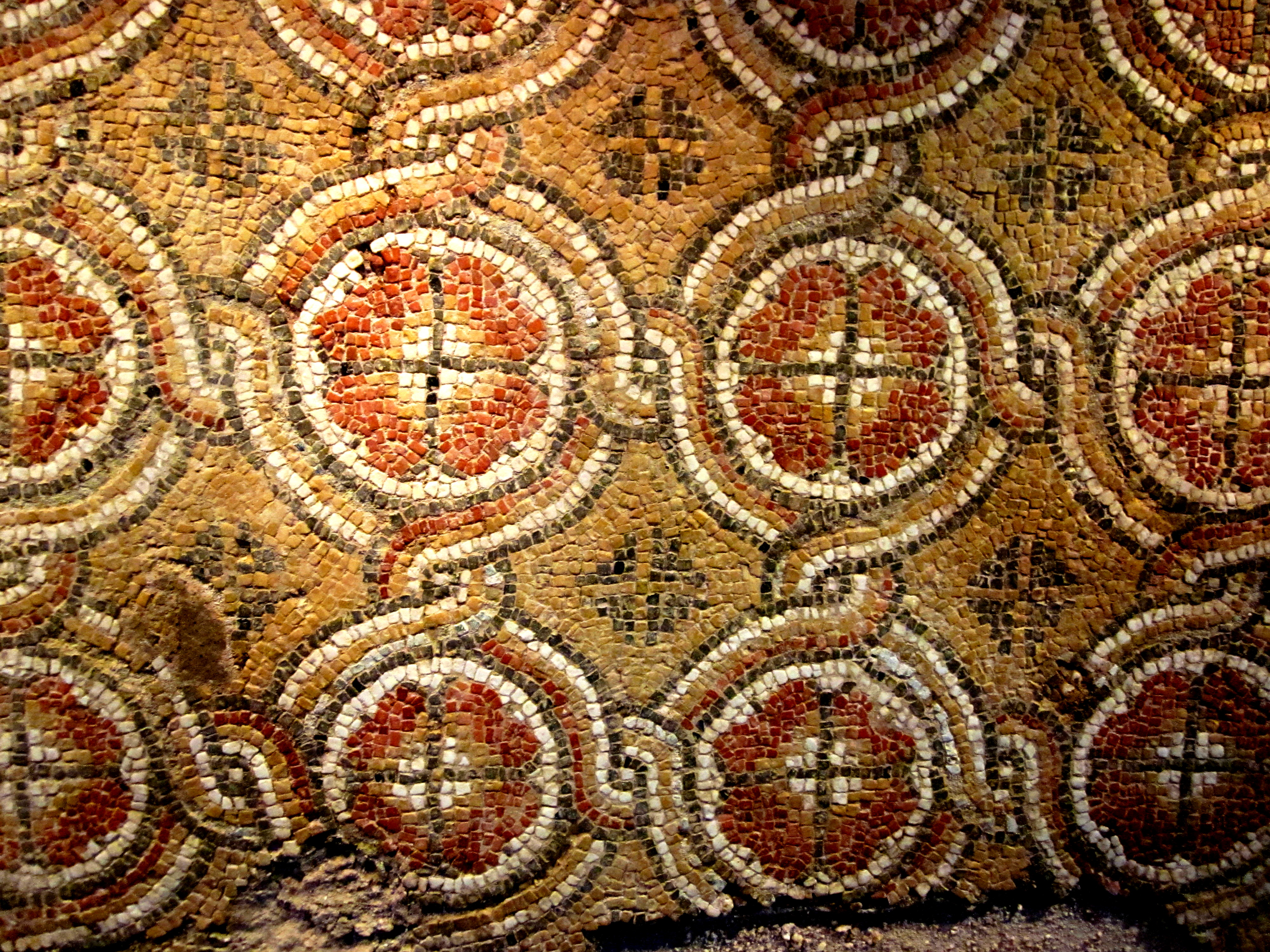
Detail van een mozaïek
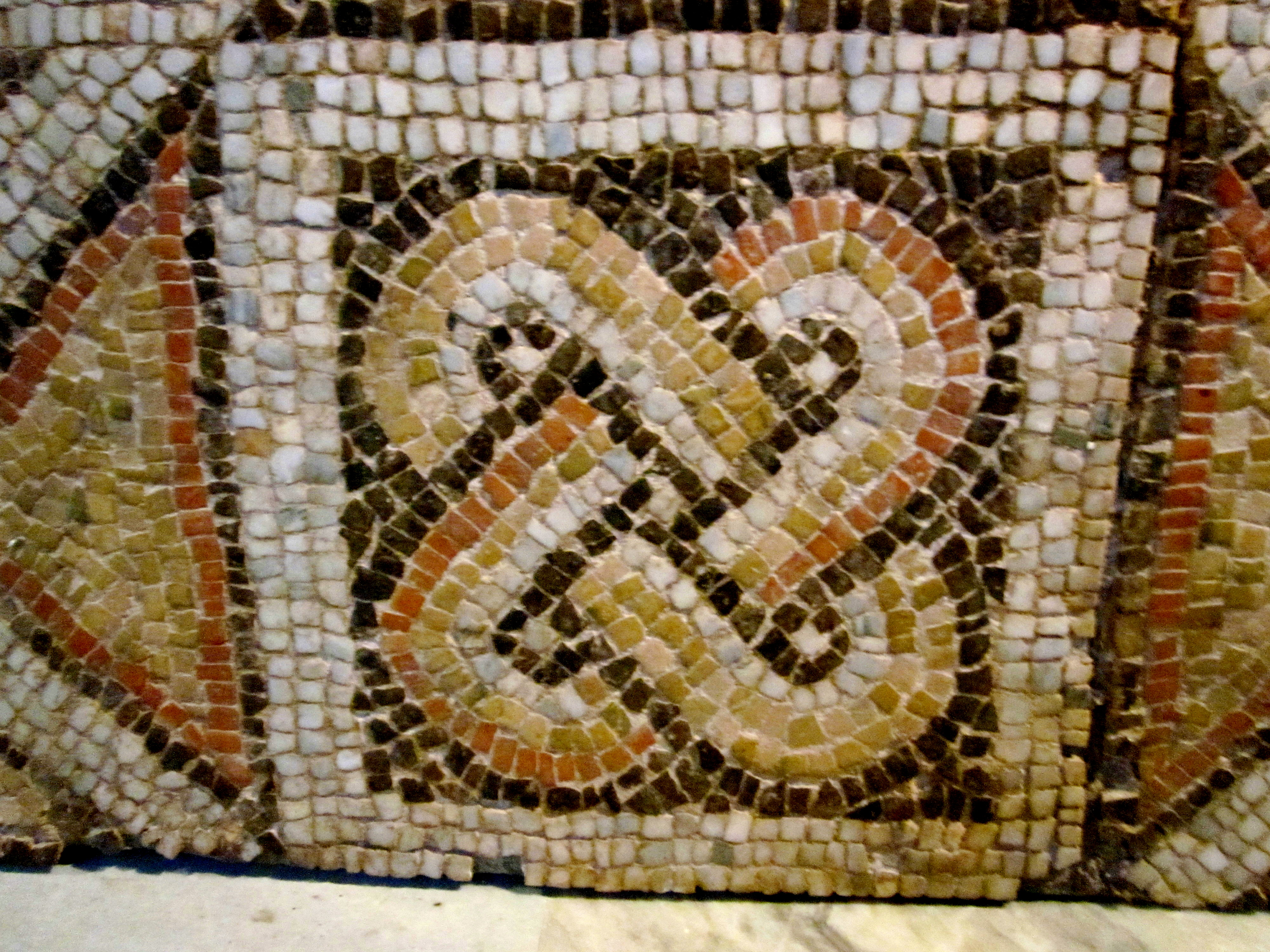
Detail van een mozaïek
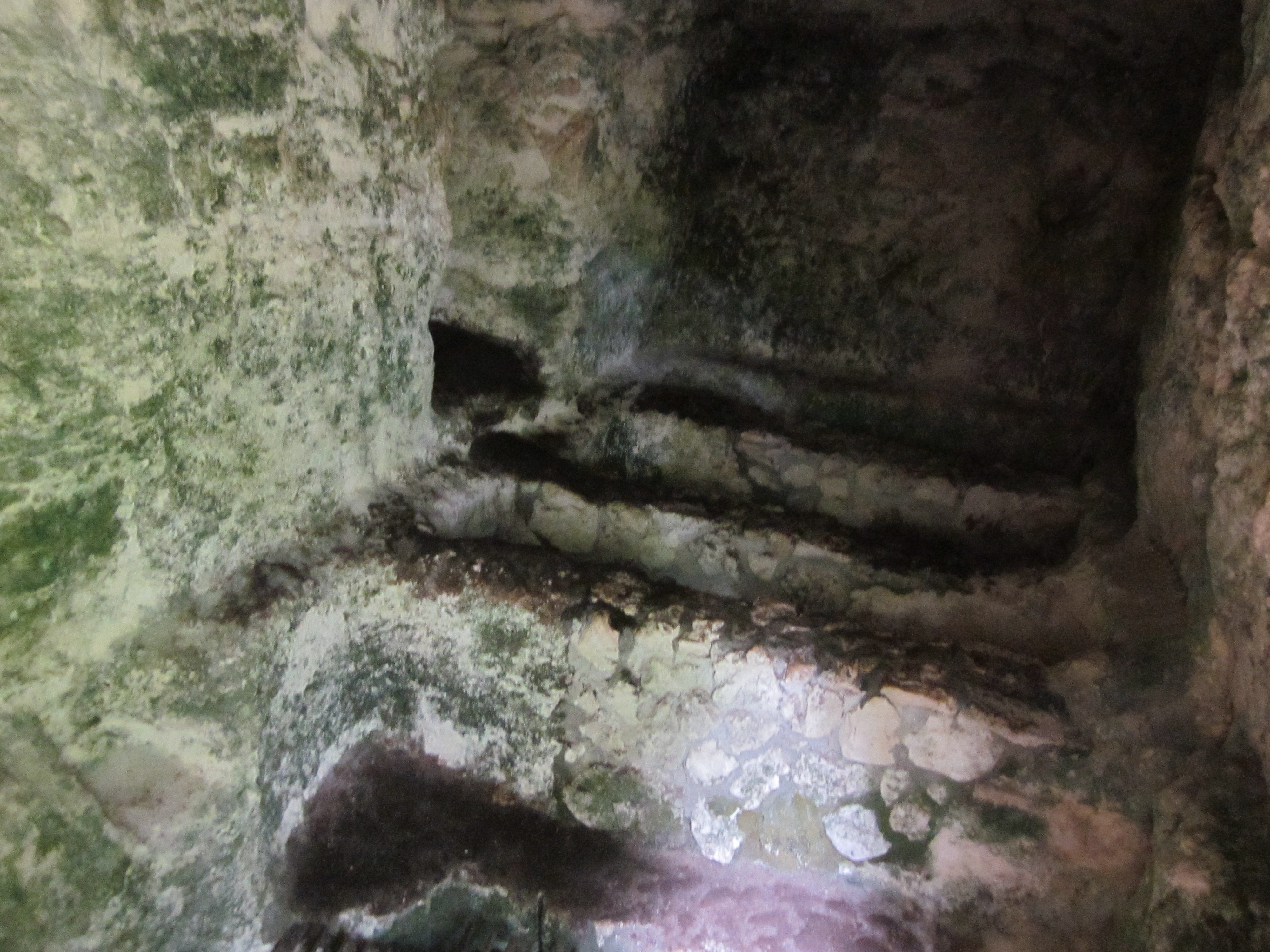
De catacomben
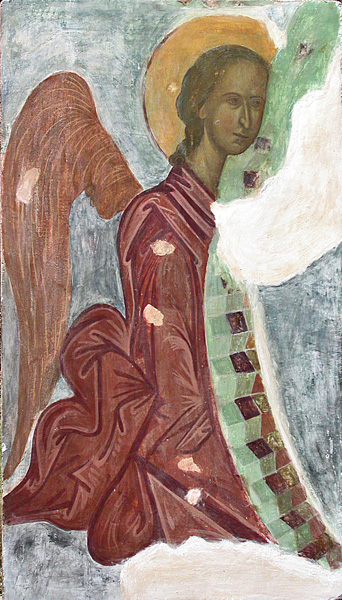
Middeleeuws fresco